# Chlumy
Obec Chlumy (německy Chlum) se nachází v okrese Plzeň-jih, kraj Plzeňský. Žije zde 105 obyvatel.

## Historie
První písemná zmínka o obci pochází z roku 1558.

## Pamětihodnosti
- Kříž

## Galerie

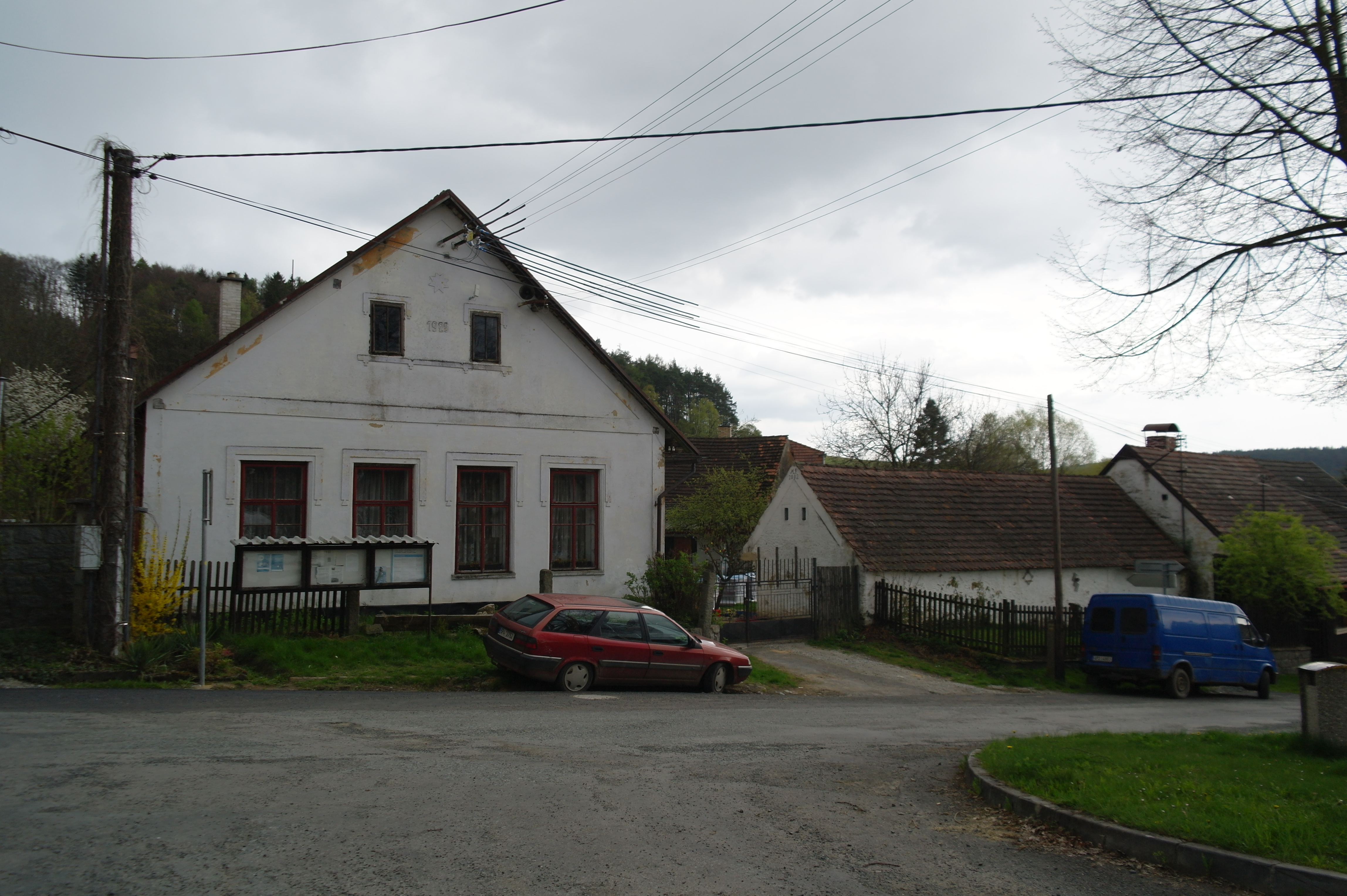
Dům
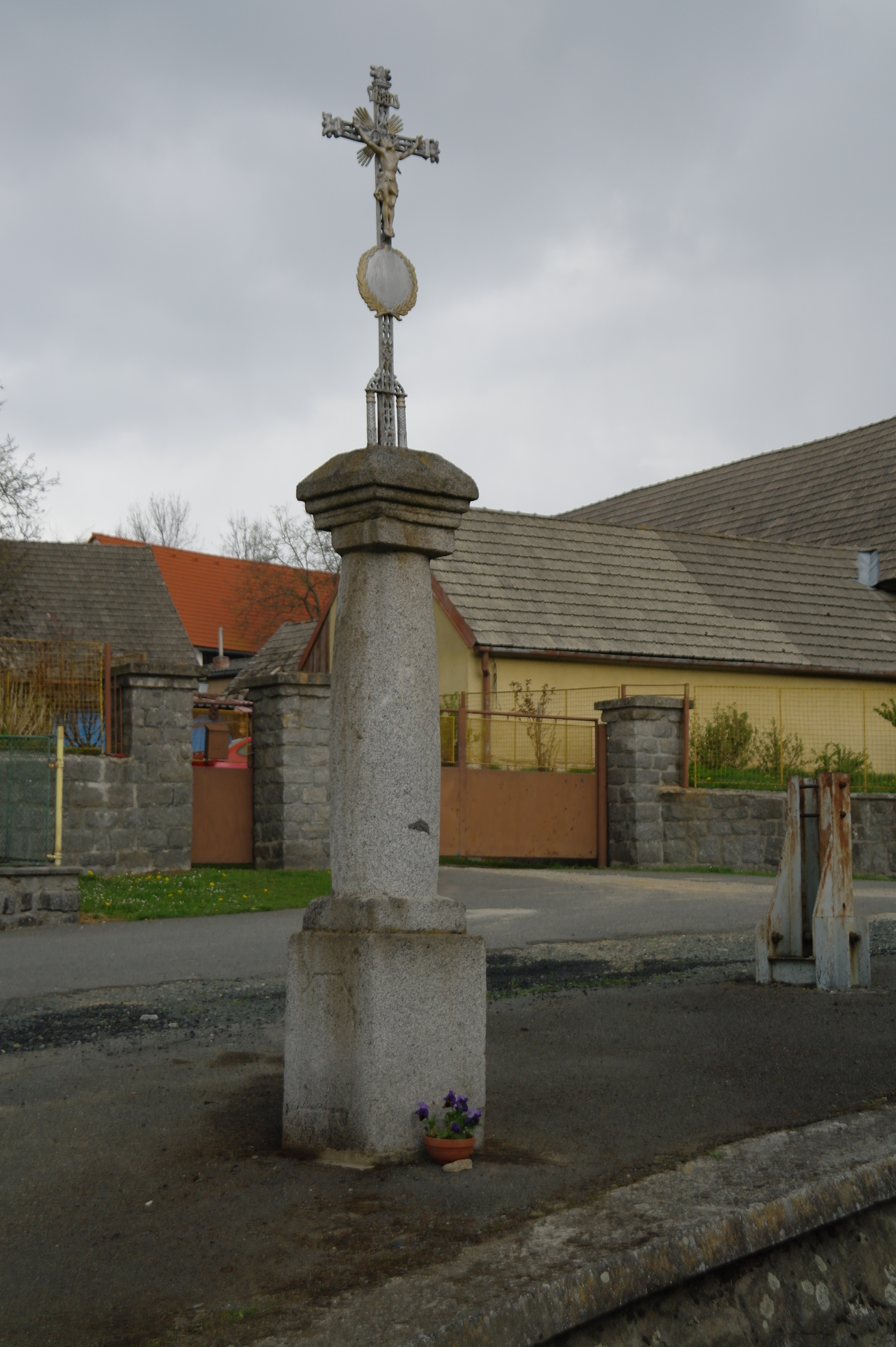
Křížek
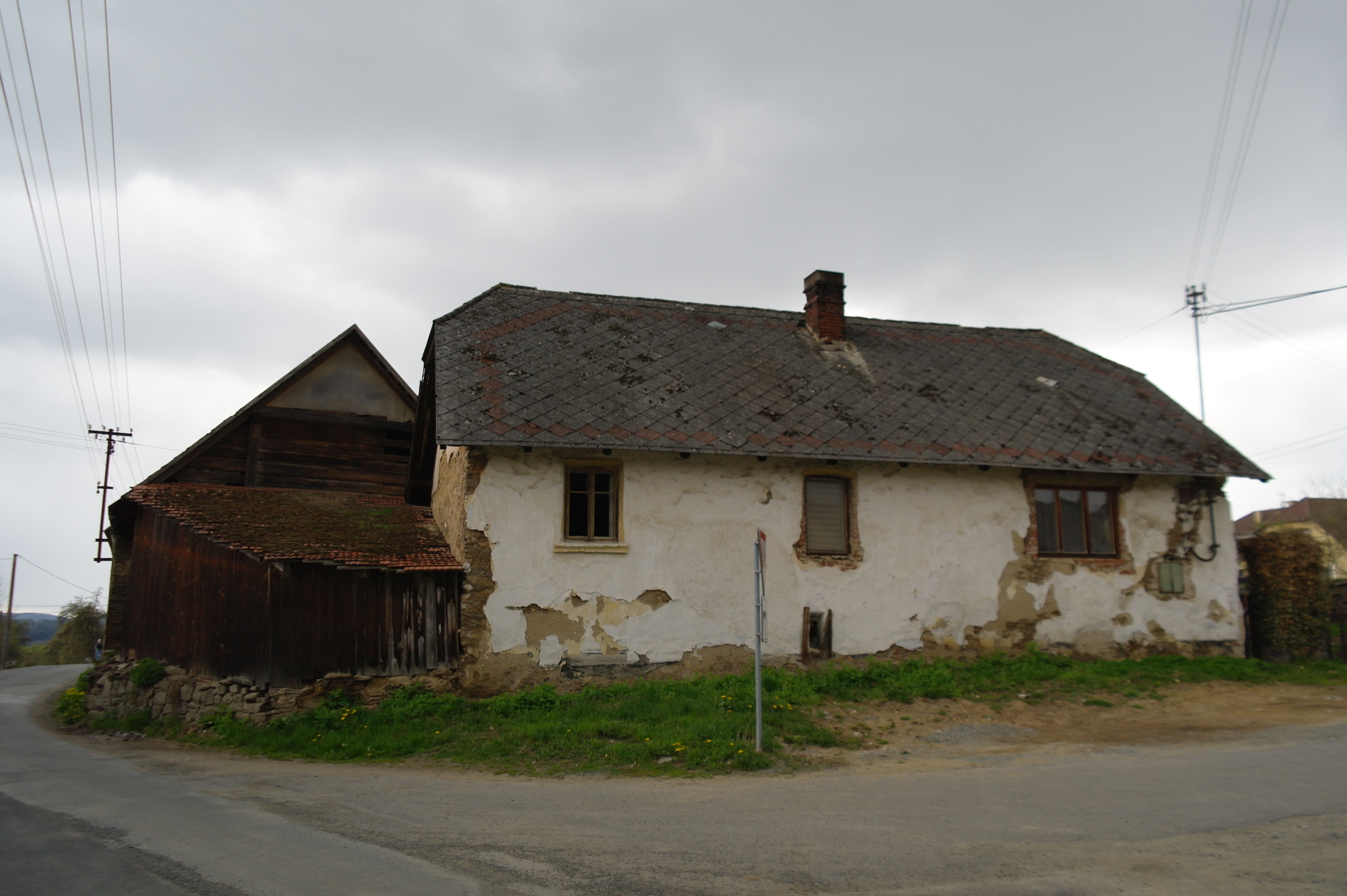
Dům